# Distrito de Wadi Al Hayaa
El Distrito de Wadi Al Hayaa (en árabe: وادي الحياة‎ Wādī al Ḥayāh) es uno de los veintiún distritos en que se divide Libia. Su ciudad capital es la ciudad de Awbari.

## Ciudades y pueblos en Wadi Al Hayaa
- Tikirkibh
- Ghuraifa
- Gurma
- Ibreek
- Awbari
- Toosh
- Bint Bayyah
- Rageebah
- Algaeerat
- Alfuqar
- Toyoh
- Garagah
- Al Abyadh
- Al Fajeej